# Prästmöte

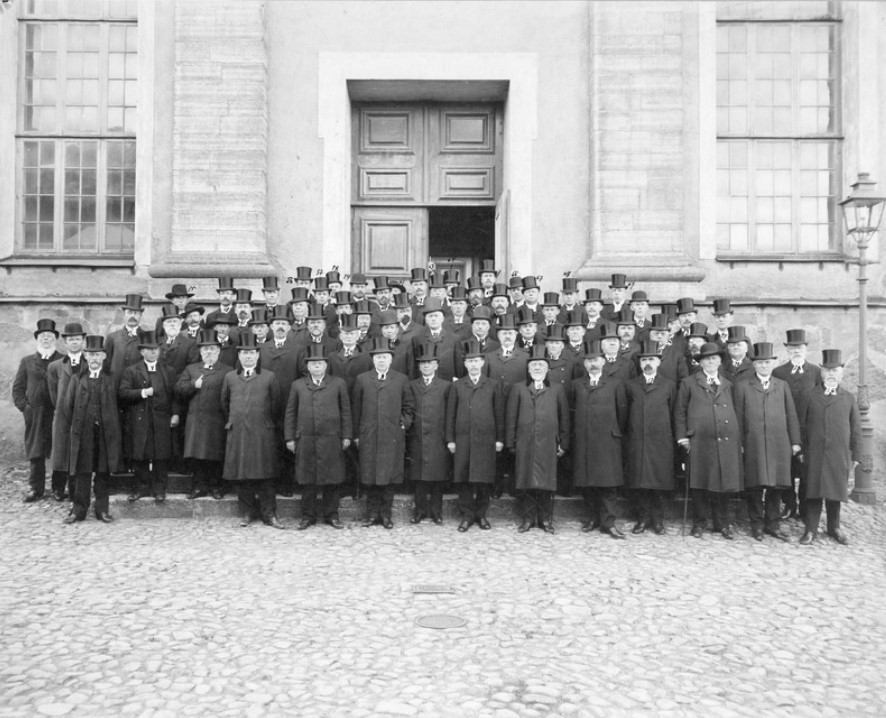
Prästmöte i Kalmar stift 1909, under ledning av biskop Henry Tottie.

Prästmöte är en i kyrkolagen och kyrkoordningen föreskriven flerdagssammanmkomst dit biskopen kallar sitt stifts präster för överläggningar, fortbildning m.m.. Prästmöten har i Sverige oavbrutet förekommit sedan medeltiden. "Prästmöte" i denna formellt reglerade mening ska inte blands samman med andra former av sammankomster av präster.  
Prästmöten brukar i Svenska kyrkan sammankallas var sjätte år. De brukar vara ett par dagar fyllda av gudstjänster, föredrag, seminarier och samvaro. Ofta framläggs en prästmötesavhandling vid detta tillfälle. Det förekommer parentationer (s.k. minnesteckningar) över alla de stiftspräster som avlidit sedan senaste prästmöte och hålls teologiska föreläsningar. Biskopen framlägger sin ämbetsberättelse för den senaste sexårsperioden och föreläsninger om stiftets utmaningar  och sina egna  visioner för den närmaste framden. I flera stift har efter relationsförändringen i förhållande till staten intervallen kortats till fyra år och harmonierats med mandatperioderna. Sedan 1930-talet har nämligen en av funktionerna vid detta möte varit val av prästerlig ledamot i domkapitlet. Numera gäller det en representant för präster och diakoner samt dennes ersättare och därutöver en ersättare för biskop och domprost, som måste vara präst. Mötet har bland annat därför vanligen blivit ett "präst- och diakonmöte".